# Ścieżka przyrodnicza Las
Ścieżka przyrodnicza „Las” – zielono znakowana ścieżka dydaktyczna w Biebrzańskim Parku Narodowym, w granicach wsi Trzyrzeczki w województwie podlaskim, w powiecie sokólskim, w gminie Dąbrowa Białostocka. Jest to zamknięta pętla zaczynająca się i kończąca przy parkingu obok leśniczówki Trzyrzeczki. Długość 3,2 km.
Ścieżka prowadzi przez las Trzyrzeczki o powierzchni około 500 ha. Nazwa pochodzi od tego, że przepływają przez niego trzy strumienie. Jest to pozostałość Puszczy Nowodworskiej, która kiedyś była największą puszczą w Kotlinie Biebrzańskiej. Las Trzyrzeczki charakteryzuje się dużą różnorodnością, składa się z wielu zespołów roślinnych: grądów, borów bagiennych, brzezin moczarowych. Rosną w nim m.in. dęby, graby, lipy, klony, jesiony, brzozy, sosny, olsze czarne i świerki. Wiosną w runie leśnym bardzo licznie zakwita zawilec gajowy i zawilec żółty, kokorycze, przylaszczki. Można obserwować ślady łosi, jeleni, dzików. Na drzewach bardzo licznie występuje rozsypek srebrzysty i złotorost pyszny, ale są także takie rzadkie gatunki jak mąkla tarniowa i odnożyce. Na powalonych i rozkładających się drzewach bogata fauna owadów. Przy ścieżce jest 9 opracowanych przez Biebrzański Park Narodowy tablic edukacyjnych.
W lesie Trzyrzeczki znajdują się także porośnięte mchami betonowe bunkry wybudowanej przez Rosjan podczas II wojny światowej linii Mołotowa.

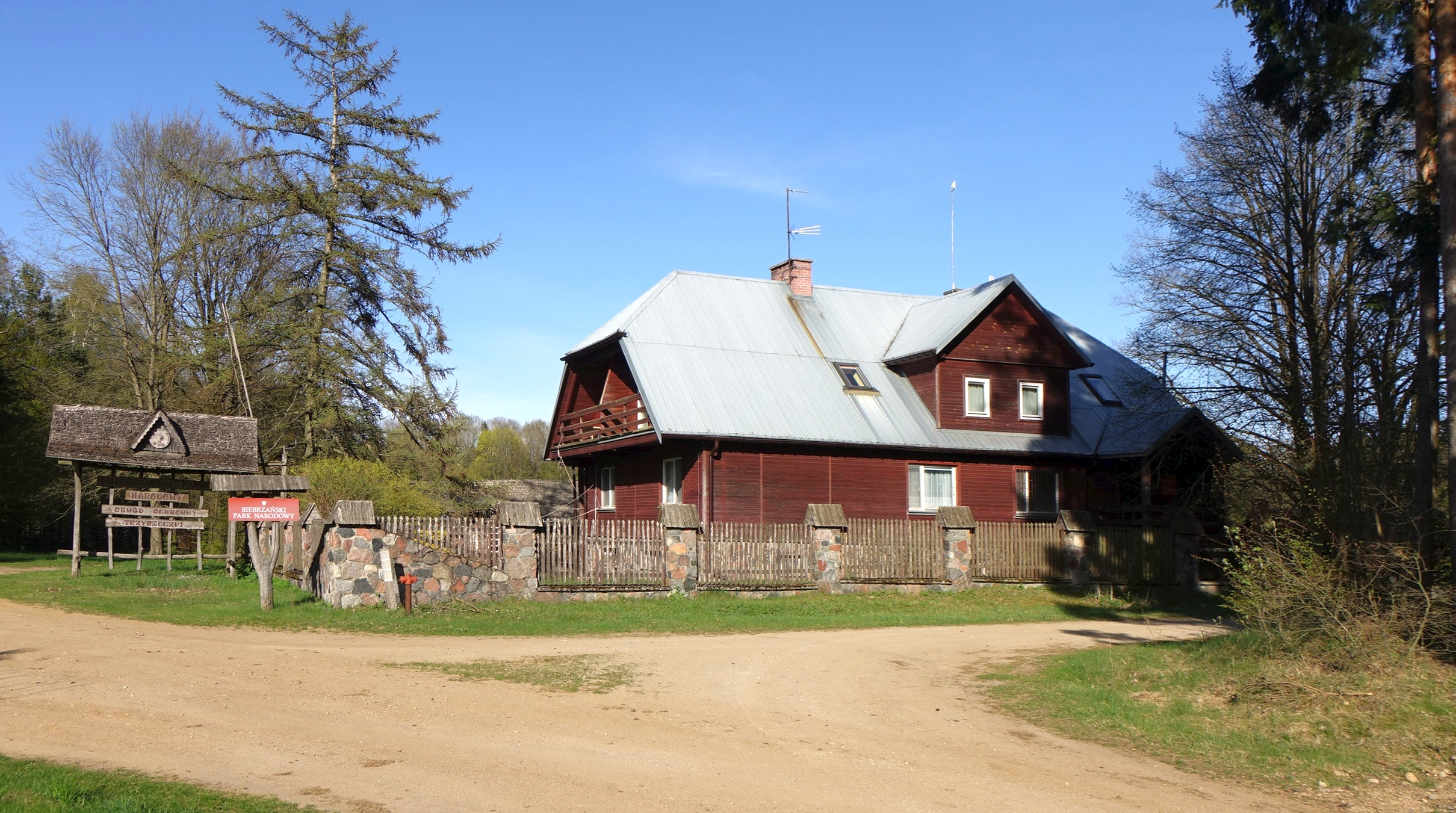
Leśniczówka
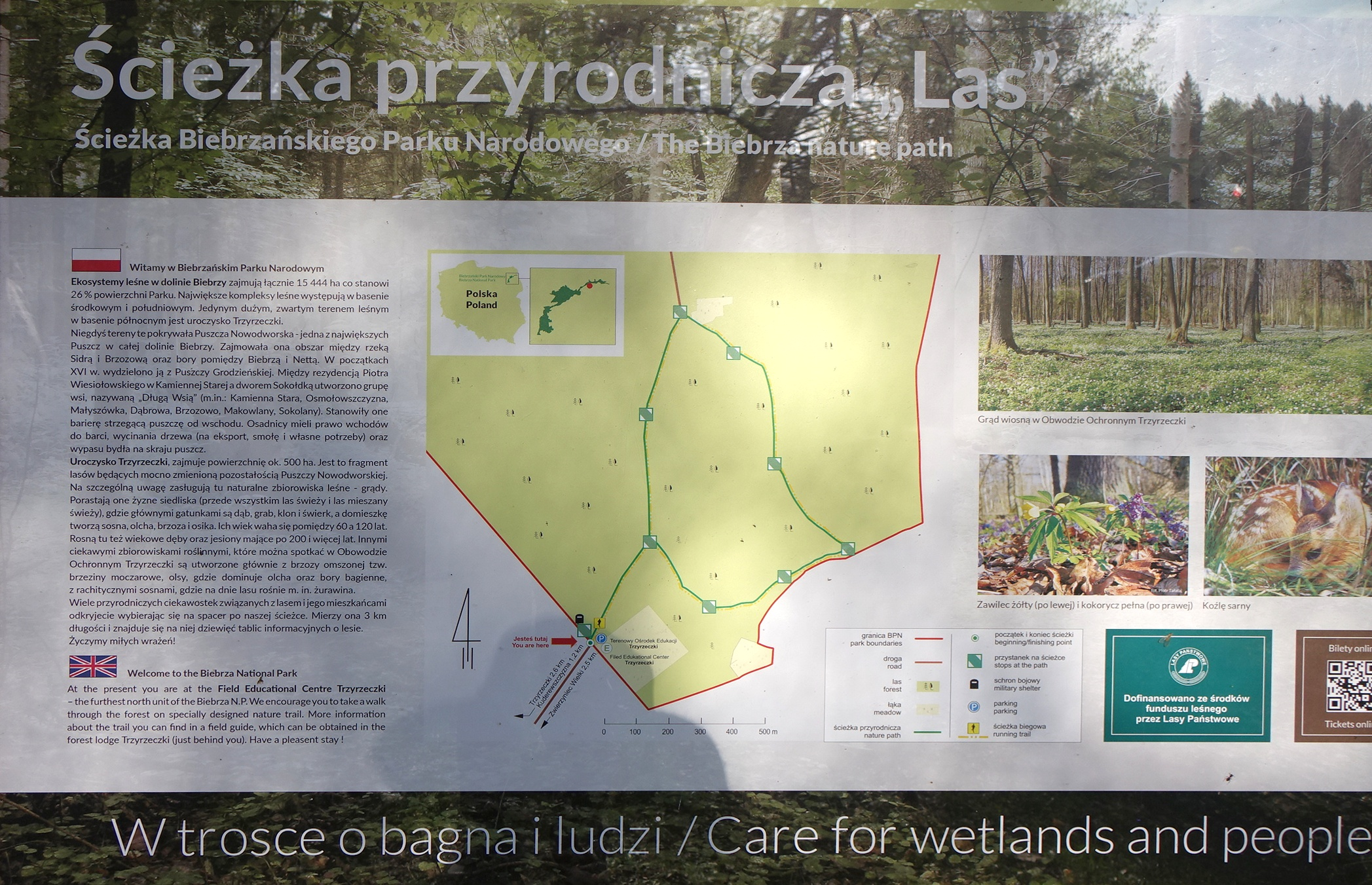
Jedna z tablic
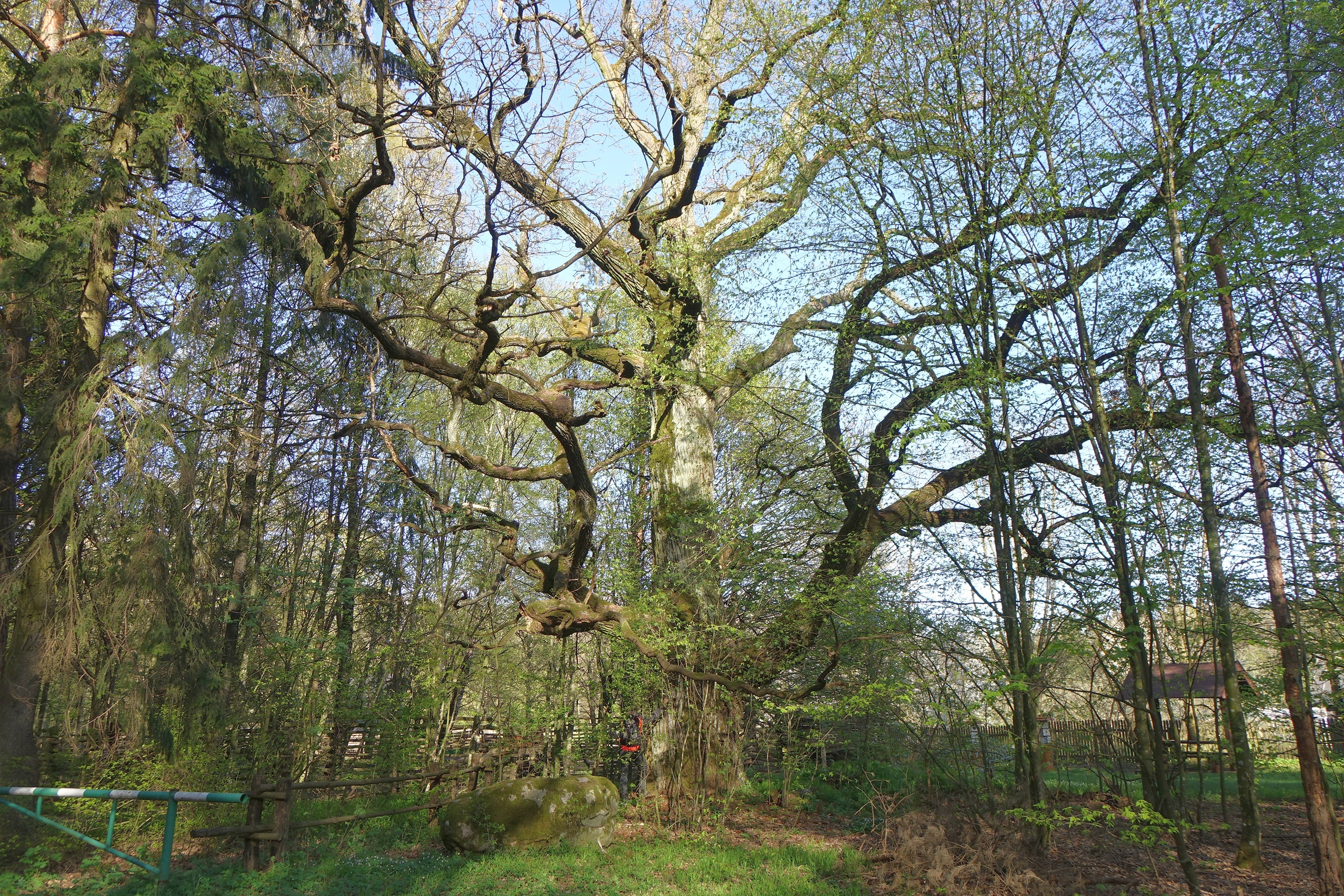
Stary dąb
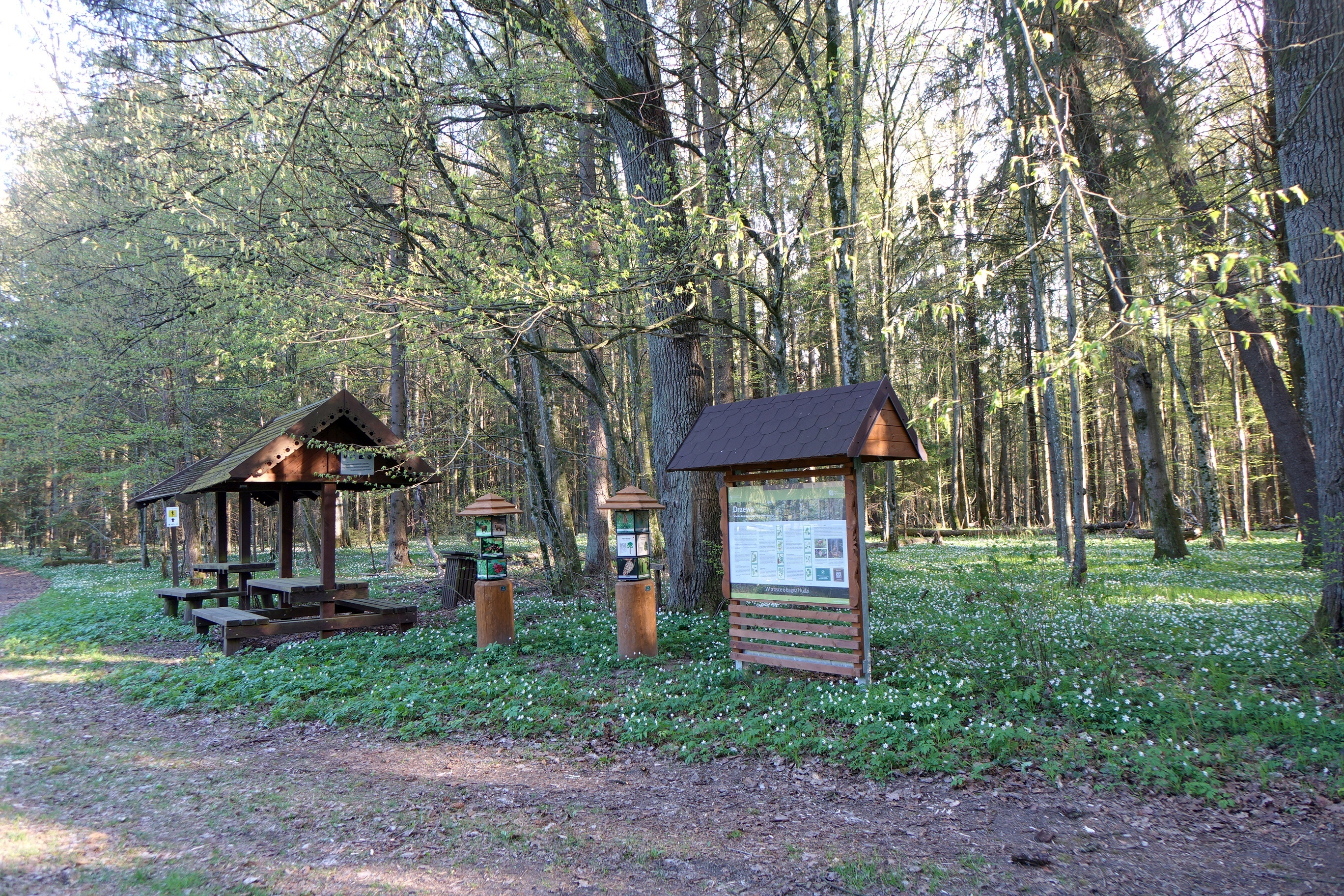
Wiata przy parkingu
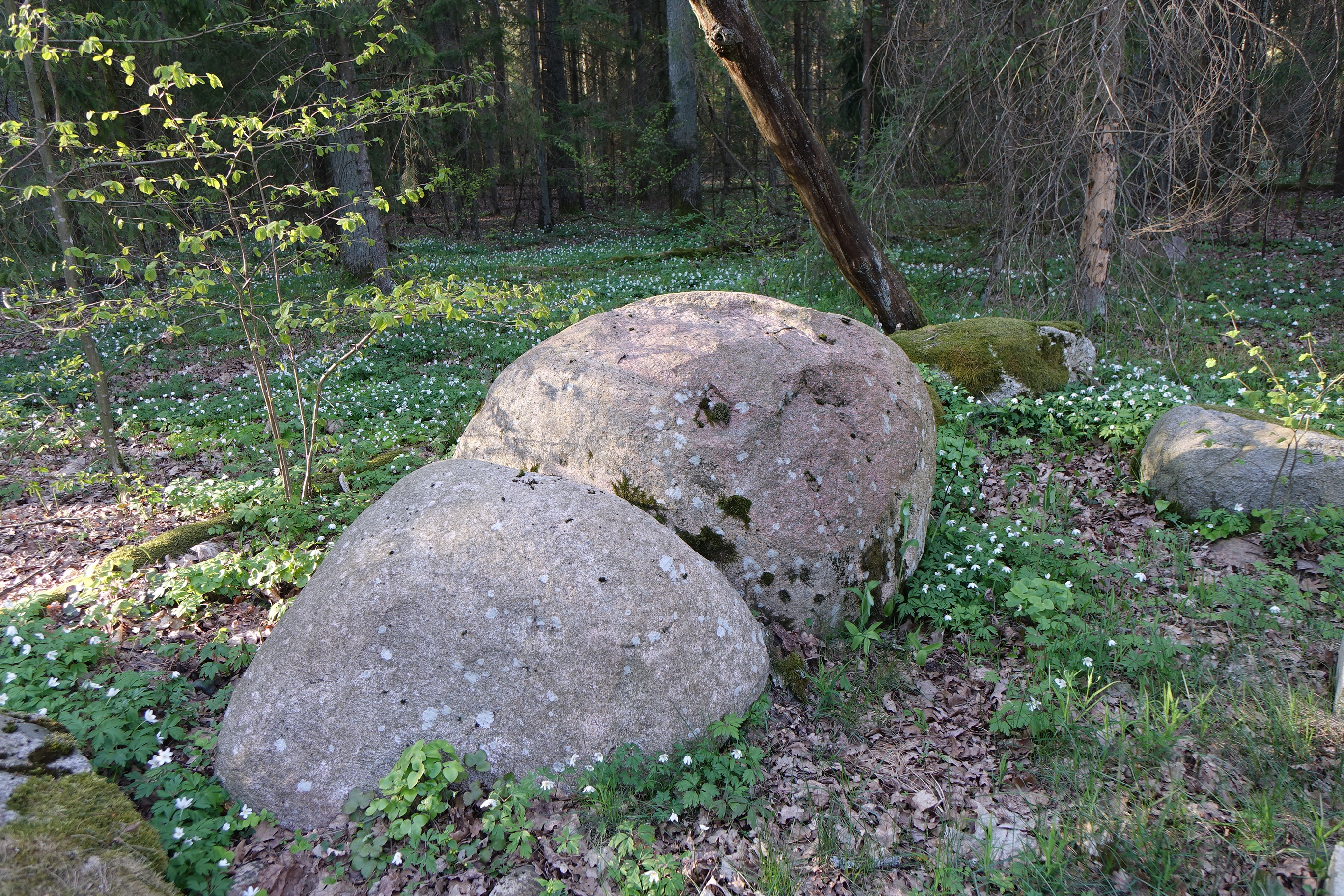
Głazy narzutowe
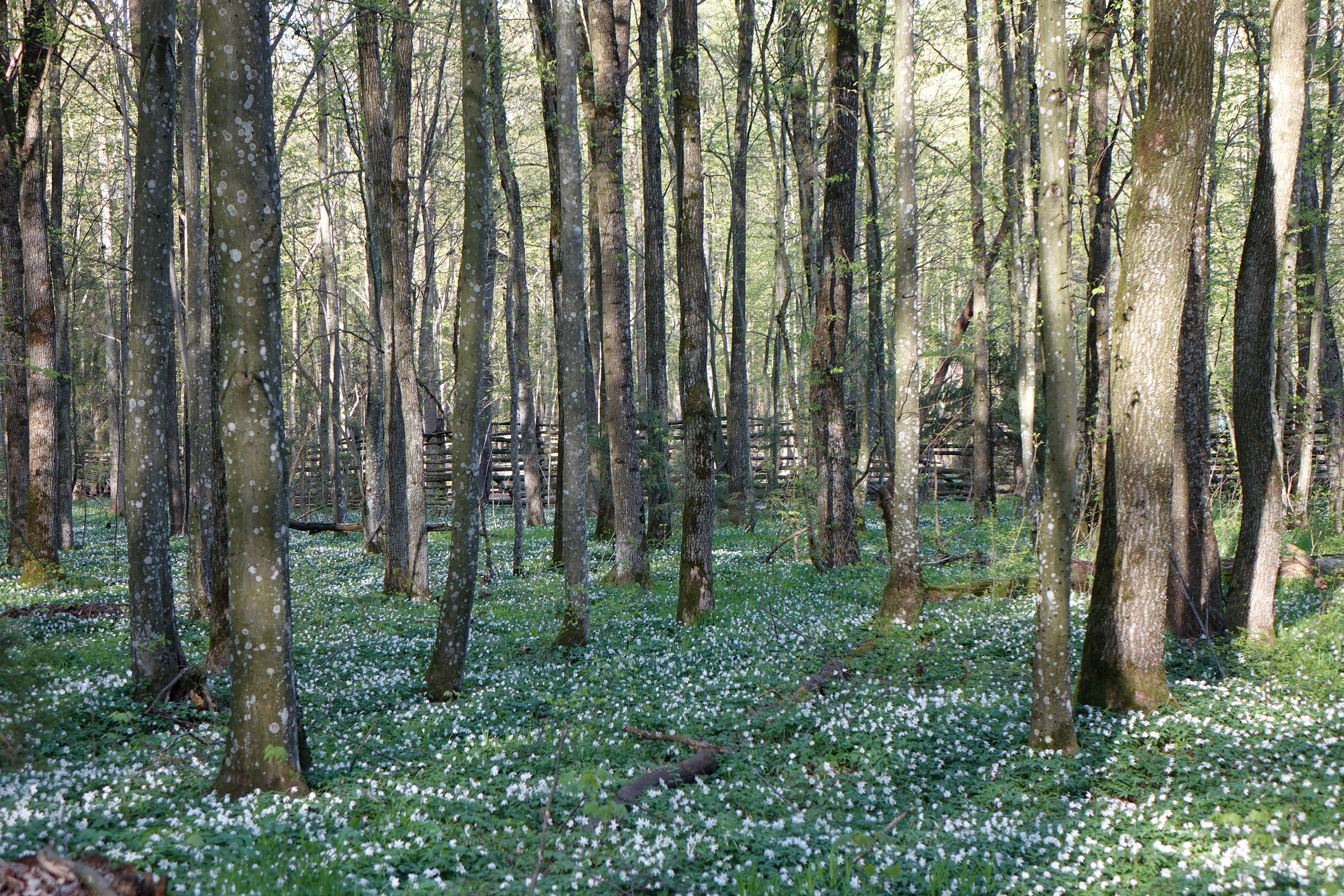
Grąd wiosną